# Tillandsia fuchsii
Tillandsia fuchsii W.Till, 1990 è una pianta della famiglia delle Bromeliaceae.

## Distribuzione e habitat
L'areale di questa specie è ristretto al Messico e al Guatemala.